# Жабокреки
Жабокреки (словац. Žabokreky) — село, громада округу Мартін, Жилінський край, регіон Турєц. Кадастрова площа громади — 5,23 км².
Населення 1225 осіб (станом на 31 грудня 2018 року).  Протікає Нецпальський потік.

## Історія
Жабокреки згадуються 1282 року.

## Населення
| Рік:            | 1994. | 2004.   | 2014.   | 2024. |
| --------------- | ----- | ------- | ------- | ----- |
| Кількість осіб: | 1084  | 1111    | 1208    | 1208  |
| Різниця:        |       | +2,49 % | +8,73 % | +0 %  |

| Рік:            | 2023. | 2024.   |
| --------------- | ----- | ------- |
| Кількість осіб: | 1194  | 1208    |
| Різниця:        |       | +1,17 % |